# Eimi Yamada
Eimi Yamada (japanisch 山田 詠美, Yamada Eimi, auch: Yamada Amy, wirklicher Name: 山田 双葉, Yamada Futaba; * 8. Februar 1959) ist eine japanische Schriftstellerin und Mangaka. Sie ist in Japan eine sehr kontrovers diskutierte Gegenwartsschriftstellerin. Interkultureller Sex und interkulturelle Ehen sind die provokanten Themen ihrer Werke.

## Leben
Yamada wuchs in Tokio auf, musste jedoch ab der Mittelschulzeit aufgrund der Arbeitsplatzwechsel ihres Vaters häufig über Japan hinweg umziehen. Die damit einhergehenden Erlebnisse von Trennung, Mobbing und die Sehnsucht nach Sicherheit sind ebenfalls Themata ihrer Werke. 1977 begann sie ein Studium der Literatur an der Meiji-Universität, das sie vorzeitig abbricht. Für eine kurze Zeit arbeitete sie als Mangaka und publizierte 1981 den Manga „Sugar Bar“. In der Folgezeit wendete sie sich dem Schreiben zu. 1985 legte sie mit Beddotaimu Aizu (dt. „Nächte mit Spoon“) ihr Debütwerk vor, dass mit dem Bungei-Preis ausgezeichnet wurde. Geschildert werden Liebe und Sex zwischen der Nachtclubsängerin Kim und dem schwarzen amerikanischen GI Spoon. Die Folge war ein Skandal, der Yamadas Privatleben als Domina und Aktmodell im bei Ausländern angesagten Tokioter Stadtbezirk Roppongi in den Mittelpunkt des Medieninteresses zerrte.
Ein Jahr später, 1986, erschienen ihre Manga Miss Doll (ミス・ドール, Misu Dōru), Yokosuka Freaky (ヨコスカフリーキー, Yokosuka Furīkī) und ihr Roman Jesse no Sebone, der wiederum Sex mit einem Afroamerikaner in New York, die gescheiterte Beziehung der Protagonistin mit einem Alkoholiker und das fehlende Verantwortungsbewusstsein gegenüber einem elfjährigen Kind aus dieser Beziehung schildert. Dem Themenkreis Sexualität sind ebenfalls zuzuordnen die Kurzgeschichte Hizamazuite ashi o o-name (ひざまずいて足をお舐め, Kneel down and lick my feet, 1988) und der ebenfalls ausgezeichnete Roman Animal Logic. Der Roman weitet den Blick auf das Thema insofern, als es hier eine Afroamerikanerin ist, die sich in unverbindlichem Sex durch den „menschlichen Zoo“ New York schläft. Wenngleich Japaner in diesem Roman keine Rolle spielen, so wendet Yamada sich mit der moralfreien und expliziten Darstellung der Sexualität doch gegen die konventionelle Rolle der japanischen Frau und Mutter. Yamadas Werke dieses Themenkreises werden häufig mit Ryū Murakami in Verbindung gebracht. In Kagirinaku Tōmei ni Chikai Blue (dt. „Blaue Linien auf transparenter Haut“) etwa schilderte Murakami das ausschweifende Leben einer gemischtrassigen Gruppe junger Leute mit wilden Partys und Drogen in der Nähe einer amerikanischen Militärbasis.
1990 heiratete Yamada den Afroamerikaner Graig Douglas, den sie 1987 kennengelernt hatte und der auf der Yokota Air Base nahe Tokio arbeitete.
Ein anderes Thema, die Probleme Heranwachsender, die sich durch Mobbing in die Rolle des Außenseiters gedrängt fühlen, ist Gegenstand ihre Werke Hōkago no Keynote („Noten nach der Schule“), Boku wa Benkyō ga Dekinai („Ich bin fürs Lernen nicht begabt“) und Fūsō no Kyōshitsu („Klassenzimmer der Luftbestattung“). Pay Day! wiederum erzählt vom Alltagsleben im Schatten der Terroranschläge am 11. September 2001.

## Auszeichnungen
- 1985 Bungei-Preis für Bedtime Eyes (ベッドタイムアイズ, Beddotaimu Aizu, dt. Nächte mit Spoon)
- 1987 Naoki-Preis für Soul Music Lovers Only (ソウル・ミュージック・ラバーズ・オンリー, Sōru Myūjikku Rabāzu Onrī)
- 1989 Hirabayashi-Taiko-Literaturpreis für Fūsō no Kyōshitsu (風葬の教室)
- 1991 Frauenliteraturpreis für Trash (トラッシュ, Torasshu)
- 1996 Izumi-Kyōka-Literaturpreis für Animal Logic (アニマル・ロジック, Animaru Rojikku)
- 2000 Yomiuri-Literaturpreis für A2Z
- 2005 Tanizaki-Jun’ichirō-Preis für Fūmizekka (風味絶佳), Kurzgeschichtensammlung, 2006 unter dem Titel „Sugar and Spice“ verfilmt.
- 2012 Noma-Literaturpreis für Gentleman (ジェントルマン, Jentoruman)[3]

## Werke (Auswahl)
- Lebensabend eines Kindes (Erzählung), in: Verführerischer Adlerfarn. konkursbuch 1999. ISBN 3-88769-077-X
- 1985 Bedtime Eyes (ベッドタイムアイズ, Beddotaimu Aizu)
  - „Nächte mit Spoon“, übersetzt von  Ina Hein, Ammann Verlag 2008, ISBN 978-3-250-60116-6
- 1986 Jesse no Sebone (ジェシーの背骨, Jeshī no Sebone, „Jesses Rückgrat“)
- 1987 Soul Music Lovers Only (ソウル・ミュージック・ラバーズ・オンリー, Sōru Myūjikku Rabāzu Onrī), 1988 verfilmt
- 1988 Watashi wa Hen’on Dōbutsu (私は変温動物, „Ich bin ein Wechselwarmblüter“)
- 1988 Fūsō no Kyōshitsu (風葬の教室)
- 1989 Hōkago no Keynote (放課後の音符, Hōkago no Kiinōto)
- 1991 Trash (トラッシュ, Torasshu)
- 1993 Boku wa Benkyō ga Dekinai (僕は勉強ができない), 1996 verfilmt
- 1994 120% COOOL
- 1996 Animal Logic (アニマル・ロジック, Animaru Rojikku)
- 1997 4U
- 1999 MAGNET
- 2001 Himegimi (姫君, „Prinzessin“)
- 2003 A2Z
- 2003 PAY DAY!
- 2007 Musen Yūga (無銭優雅, „Eleganz der Armut“)
- 2009 Gakumon (学問)
- 2010: Tiny Stories (タイニー・ストーリーズ, Tainī Sutōrīzu)
- 2011: Gentleman (ジェントルマン, Jentoruman)
- 2013: Ashita Shinu Kamo Shirenai Jibun, Soshite Anatatachi (明日死ぬかもしれない自分、そしてあなたたち)
- 2016: Shugyoku no Tampen (珠玉の短編)